# 미스테리 예고살인
《미스테리 예고살인》(영어: Mysteria)은 2011년 공개된 미국의 미스터리 스릴러 영화이다.

## 줄거리
한때 유명했지만 지금은 몰락한 할리우드 시나리오 작가가 비현실적인 마감 기한에 맞춰 최신 각본을 완성하기 위해 고군분투한다. 그는 저명한 정치인의 아내와 관련된 살인 사건의 중심에 서게 된다. 주변에서 벌어지는 사건들은 그의 각본에 영감을 준다.

## 출연진
- 로버트 미아노
- 빌리 제인
- 대니 글러버
- 메도 윌리엄스
- 마틴 랜다우
- 마이클 루커
- 피터 마크 리치먼
- 실비아 스프로스

## 기타 제작진
- 협력 제작: 커샌드라 가바, 니콜 홀랜드, 트래비스 허프
- 미술: 시네이드 클랜시
- 세트: 앨리슨 베이유
- 분장: 주디 스테이츠
- 음향 감독: 마이클 J. 맥도널드